# Амбистома Джефферсона
Амбистома Джефферсона (лат. Ambystoma jeffersonianum) — вид хвостатых земноводных из семейства амбистом. Вид назван в честь колледжа Джефферсона в Пенсильвании.

## Описание
Общая длина представителей этого вида колеблется от 11 до 18 см. Окрас обычно тёмно-серый, коричневый или чёрный на спине, брюхо светлее. У некоторых особей могут присутствовать синие или серебристые пятна на боках. Область вокруг клоаки обычно серая. Тело стройное, с широкой мордой и характерными длинными пальцами лап.

## Образ жизни
Ведут ночной образ жизни. Днём бодрствуют только во время брачного сезона. Являются одними из первых амфибий, появляющихся весной в северной части своего ареала в южном Онтарио, когда земля еще полностью не оттаяла. Взрослые особи, как правило, прячутся под камнями или стволами деревьев, в подстилке лиственных лесов.  В хвойных лесах встречаются редко, вероятно, из-за недостатка влаги и травмоопасных иголок. Большую часть времени, как летом, так и зимой, сидят в норах. Чтобы выжить в зимних условиях, норы роют ниже линии замерзания (до 50 см). Нередко обнаруживаются во влажных песчаных почвах.
Личинки питаются водными беспозвоночными. Недостаток корма может привести к каннибализму. Взрослые особи также плотоядны, питаются разнообразными мелкими беспозвоночными.

## Размножение
Самки достигают половой зрелости в 22 месяца, а самцы в 34 месяца. Размножение происходит ранней весной, сразу после того, как сойдёт снег. Поскольку места размножения обычно находятся близко к зимовкам, миграция к местам размножения проходит быстро и происходит, как правило, во время или сразу после сильного дождя. Для размножения выбирают безрыбные пруды, мелкие водоёмы, болота, озёра и ручьи талой воды. Самцы мигрируют первыми, самки следуют за ними.
Яйца прикрепляются к погружённым в воду растениям или к другой естественной опоре на краю водоёма. Кладки могут содержать от 5 до 60 яиц, в среднем около 30 яиц. Яйца быстро развиваются, личинки могут вылупиться в течение 15 дней. Они остаются в водоёме в течение двух-четырёх месяцев, и вырастают за это время в размерах от 3 до 8 раз.

## Распространение
Обитают на Северо-Востоке США, в южном и центральном Онтарио и юго-западном Квебеке. 